# Сак'я Чокден
Сердок Пенчен Сак'я Чокден (gser mdog pan chen shakya mchog ldan, 1428–1507) (також транслітеровано як Шак'я Чогден) був одним із найважливіших релігійних мислителів школи Сак'я тибетського буддизму. Він був учнем Ронгтона Шеча Кунріга (1367-1449), Доньо Пелви, Кунга Зангпо та багатьох інших тибетських учених. Він також отримав повноваження та навчався в кількох лініях Каг’ю. Осідкою Сак'я Чокдена був монастир Тубтен Сердогчен на півдні Шигацзе.

## Філософія
Сак’я Чокден відійшов від ортодоксії Сак’я та написав дуже критичний коментар до книги Сак’я Пандіта «Ретельна диференціація трьох обітниць», поставивши понад 100 питань дослідникам Сак’я щодо цього тексту. Ця подія викликала деякі суперечки, і Чокден відповів на власні запитання у своєму наступному «Золотому ланцеті». Сак’я Чокден «Певне визначення середнього шляху» критикує погляди Мадх’ямаки Цонкапи як надто логоцентричні та все ще занурені в концептуалізацію кінцевої реальності, яка знаходиться за межами мови.
У свої пізні роки Сак’я Чокден відійшов від суто погляду Прасангіка Мадх’яміка (як його дотримувався Чандракірті) і прийняв свого роду погляд Жентонг (порожнеча іншого) під впливом робіт Асанги, Васубанду та Майтрейя-натхи.
Його пізні роботи намагалися примирити філософії Йогачари та Мадг’яміки як дійсні та взаємодоповнюючі точки зору на Остаточну Істину. Чокден вважав, що погляд Йогакара «Алікакаравада» також є формою Мадх'ямаки, оскільки він стверджує, що ментальні об'єкти в кінцевому підсумку є нереальними або хибними (аліка), і працював, щоб довести його сумісність з поглядом Мадх'ямака Ніхсвабхававада (порожнеча внутрішнього існування).
Мадх'ямака розглядається Чокденом який усуває помилку сприйняття нереального як реального, а Йогачара усуває помилку заперечення Реальності. Подібним чином погляди Жентонга та Рангтонга Сак’я Чокден розглядає як взаємодоповнюючі; Заперечення Rangtong є ефективним у розрізанні будь-якого чіпляння за неправильні погляди та концептуальному виправленні, тоді як Shentong більш піддатливий для опису та посилення медитативного досвіду та реалізації. Тому, для Сак’я Чокдена, ту саму реалізацію остаточної реальності можна отримати та описати двома різними, але сумісними способами. Сак'я Чокден вважав, що ця точка зору більше узгоджується з вченням Ваджраяни та Тантрами. Можливо, його найбільш суперечливою точкою зору було те, що Остаточна реальність або Первісний Розум є непостійним явищем і що це підтверджується Йогакарою, Сутрою та Тантрою.
Оскільки його погляди суперечили поглядам Сак’я Пандіта, вони не були добре сприйняті школою Сак’я. У 17 столітті послідовники політично домінуючої школи Гелуг заборонили його твори та закрили друкарню, де зберігалися його твори.

## Роботи
- Хороші запитання про «ретельну диференціацію трьох типів обітниць».
- Золотий ланцет: Вирішена багата промова про трактат «Ретельна диференціація трьох типів обітниць».
- Гірлянди хвиль тверджень
- Великий шлях, що стискає дві колісничні колії в одну: пояснення «Орнаменту ясних усвідомлень» [Майтрейї] разом із коментарем «Ясного значення» [Харібхадри].
- Океан біблійних тверджень і міркувань
- Однозначне визначення середнього шляху
- Глибокий грім серед хмар Океану остаточного значення: диференціація двох систем Великої Мадх'ямаки, що походить від двох шляхів великих колісниць
- Дощ Амброзії: розширений [автоматичний] коментар до «Глибокого грому серед хмар океану остаточного значення».
- Великий шлях амброзії порожнечі: пояснення глибокого умиротворення, вільного від поширення
- Інструкції щодо перегляду Мадх'ямака
- Скорочене значення «[Хеваджра в] двох розділах»